# Supercopa de Japón 2007
La Supercopa de Japón 2007, también conocida como Supercopa Xerox 2007 (en inglés: Xerox Super Cup 2007) por motivos de patrocinio, fue la 14.ª edición de este torneo.
Fue disputada entre Urawa Red Diamonds, como campeón tanto de la J. League Division 1 2006 como de la Copa del Emperador 2006, y Gamba Osaka, como subcampeón de la Copa del Emperador 2006. El partido se jugó el 24 de febrero de 2007 en el Estadio Nacional de la ciudad de Tokio.

## Participantes
| Bandera de la Prefectura de Saitama | Urawa Red Diamonds | Campeón de la J. League Division 1 (2006) Campeón de la Copa del Emperador (2006) |
| Bandera de Prefectura de Osaka      | Gamba Osaka        | Subcampeón de la Copa del Emperador (2006)                                        |

## Partido
| 24 de febrero de 2007, 13:35 (UTC+9) | Urawa Red Diamonds | 0:4 (0:2) | Gamba Osaka                              | Estadio Nacional, Tokio                                 |                                                         |
|                                      |                    | Reporte   | Magno Alves 31', 67', 85' · Futagawa 42' | Asistencia: 35.307 espectadores Árbitro(s): Kenji Ōgiya | Asistencia: 35.307 espectadores Árbitro(s): Kenji Ōgiya |

### Detalles
| 1          | Guardameta     | Norihiro Yamagishi |     |
| 5          | Defensa        | Nenê               |     |
| 19         | Defensa        | Hideki Uchidate    |     |
| 2          | Defensa        | Keisuke Tsuboi     |     |
| 14         | Centrocampista | Tadaaki Hirakawa   | 62' |
| 13         | Centrocampista | Keita Suzuki       |     |
| 22         | Centrocampista | Yūki Abe           |     |
| 8          | Centrocampista | Shinji Ono         |     |
| 6          | Centrocampista | Nobuhisa Yamada    |     |
| 10         | Delantero      | Robson Ponte       |     |
| 21         | Delantero      | Washington         |     |
| Entrenador | Entrenador     | Holger Osieck      |     |

| 1          | Guardameta     | Naoki Matsuyo     |     |
| 21         | Defensa        | Akira Kaji        |     |
| 5          | Defensa        | Sidiclei          | 88' |
| 6          | Defensa        | Satoshi Yamaguchi |     |
| 13         | Defensa        | Michihiro Yasuda  |     |
| 17         | Centrocampista | Tomokazu Myōjin   |     |
| 27         | Centrocampista | Hideo Hashimoto   |     |
| 7          | Centrocampista | Yasuhito Endō     |     |
| 10         | Centrocampista | Takahiro Futagawa |     |
| 11         | Delantero      | Ryūji Bando       | 75' |
| 9          | Delantero      | Magno Alves       | 86' |
| Entrenador | Entrenador     | Akira Nishino     |     |

| 30 | Delantero | Masayuki Okano | 62' |

| 18 | Delantero | Baré          | 75' |
| 14 | Delantero | Shōki Hirai   | 86' |
| 2  | Defensa   | Sōta Nakazawa | 88' |

| Anotado | 31' | Magno Alves       | 1-0 |
| Anotado | 42' | Takahiro Futagawa | 2-0 |
| Anotado | 67' | Magno Alves       | 3-0 |
| Anotado | 85' | Magno Alves       | 4-0 |

| Amonestado | 20' | Robson Ponte    |
| Amonestado | 59' | Washington      |
| Amonestado | 65' | Nobuhisa Yamada |

| Árbitro             | Kenji Ōgiya       |
| Árbitros asistentes | Hiroshi Yamaguchi |
| Árbitros asistentes | Tōru Sagara       |
| Cuarto árbitro      | Minoru Tōjō       |

| 1          | Guardameta     | Norihiro Yamagishi |     |
| 5          | Defensa        | Nenê               |     |
| 19         | Defensa        | Hideki Uchidate    |     |
| 2          | Defensa        | Keisuke Tsuboi     |     |
| 14         | Centrocampista | Tadaaki Hirakawa   | 62' |
| 13         | Centrocampista | Keita Suzuki       |     |
| 22         | Centrocampista | Yūki Abe           |     |
| 8          | Centrocampista | Shinji Ono         |     |
| 6          | Centrocampista | Nobuhisa Yamada    |     |
| 10         | Delantero      | Robson Ponte       |     |
| 21         | Delantero      | Washington         |     |
| Entrenador | Entrenador     | Holger Osieck      |     |

| 1          | Guardameta     | Naoki Matsuyo     |     |
| 21         | Defensa        | Akira Kaji        |     |
| 5          | Defensa        | Sidiclei          | 88' |
| 6          | Defensa        | Satoshi Yamaguchi |     |
| 13         | Defensa        | Michihiro Yasuda  |     |
| 17         | Centrocampista | Tomokazu Myōjin   |     |
| 27         | Centrocampista | Hideo Hashimoto   |     |
| 7          | Centrocampista | Yasuhito Endō     |     |
| 10         | Centrocampista | Takahiro Futagawa |     |
| 11         | Delantero      | Ryūji Bando       | 75' |
| 9          | Delantero      | Magno Alves       | 86' |
| Entrenador | Entrenador     | Akira Nishino     |     |

| 30 | Delantero | Masayuki Okano | 62' |

| 18 | Delantero | Baré          | 75' |
| 14 | Delantero | Shōki Hirai   | 86' |
| 2  | Defensa   | Sōta Nakazawa | 88' |

| Anotado | 31' | Magno Alves       | 1-0 |
| Anotado | 42' | Takahiro Futagawa | 2-0 |
| Anotado | 67' | Magno Alves       | 3-0 |
| Anotado | 85' | Magno Alves       | 4-0 |

| Amonestado | 20' | Robson Ponte    |
| Amonestado | 59' | Washington      |
| Amonestado | 65' | Nobuhisa Yamada |

| Árbitro             | Kenji Ōgiya       |
| Árbitros asistentes | Hiroshi Yamaguchi |
| Árbitros asistentes | Tōru Sagara       |
| Cuarto árbitro      | Minoru Tōjō       |

|                                 |
| Bandera de Prefectura de Osaka  |
| Campeón Gamba Osaka 1.er título |